# Sant Jaume de Passanant
L'Església parroquial de Sant Jaume de Passanant és una església barroca del municipi de Passanant i Belltall (Conca de Barberà) construïda entre els anys 1770 i 1782. Forma part de l'Inventari del Patrimoni Arquitectònic de Catalunya.

## Arquitectura
És un edifici de planta d'una nau amb capelles laterals comunicades i creuer (30 m de llarg per 17,40 en el frontispici i 19 en el creuer). Té tres naus. A la primera s'hi ubiquen el campanar el cor elevat i la capella baptisteri. La nau va coberta amb volta de canó amb llunetes (sense finestres), obrada amb volta de maó de pla. En el creuer hi ha el mateix tipus de volta i una mitja taronja amb petxines. L'absis va seguit d'un cos rectangular tripartit que és el cambril de la Mare de Déu de Passanant. La teulada a dues vessants cobreix voltes i mitja taronja.
L'interior està ornamentat amb un ordre corinti molt acurat en l'aplicació dels mòduls en pilars, capitells i entaulament. Fou decorat el segle passat amb pintures molt llampants però adients amb l'estil barroc. El frontispici, orientat a migdia, és una enorme superfície plana de pedra picada que conjuga amb el campanar de 20m d'altura que malgrat tot resulta desproporcionat. La composició de la façana és molt simple, rematada per un frontó triangular. Ressalta mínimament el cos central, corresponent a la nau, en el qual hi ha una senzilla portalada arquitravada emmarcada per un ordre corinti de pilastres i frontó curvilini.

## Història
Fou bastida en el lloc de la vella entre 1770 i 1782. Realitzà les traces i dirigí les obres un dels arquitectes catalans més notables del segle XVIII: Josep Prat. El mestre de cases Ramon Salat de Santa Coloma de Queralt fou el contractista que realitzà l'obra per 7300 lliures. Fou pagada amb les almoines que de manera espectacular arribaven per la creixent devoció que d'arreu de Catalunya es professava a la Verge Negra de Passanant. Des d'aleshores, aqueixa església esdevingué Santuari Marià de Passanant i la Verge fou entronitzada en el lloc d'honor de l'altar major i cambril. El sant titular de la parròquia, Sant Jaume, fou col·locat en la part superior del mateix altar major en un nínxol i a la fornícula de la portalada. Fou construïda en tres etapes, de 1770 a 1778 (nau i capelles), de 1778 a 1782 (presbiteri, sagristies i cambril) i finalment el campanar (en data no determinada).